# Русавкино-Поповщино
Руса́вкино-Попо́вщино (рос. Русавкино-Поповщино) — присілок у складі Балашихинського міського округу Московської області, Росія.

## Населення
Населення — 93 особи (2010; 54 у 2002).
Національний склад (станом на 2002 рік):
- росіяни — 96 %